# Агрегация интересов
Агрегация интересов — функция политической системы общества, суть которой заключается в интеграции, систематизации и согласовании всего разнообразия общественных запросов и требований, предъявляемых к её политическим игрокам. Результат этого процесса выражается в виде взятого политического курса, принятой политической программы и т. п.
Возникновение термина связывают с классическими работами американского политолога Г. Алмонда. По его мнению реализация агрегации общественных интересов возложена как на личные, патрон/клиентские связи, так и на институциональные механизмы, которые могут быть реализованы политическими партиями (что характерно для демократических форм правления) или военно-бюрократическими группировками (типично для авторитарных государств).